# پمپ انفوزیون
پمپ انفوزیون (به انگلیسی: Infusion pump) به وسیله‌ای گفته می‌شود که چکانش داروهای مایع یا مواد مغذی مورد نیاز بدن بیمار را کنترل می‌کند. این وسیله درمانی در مسیر شلنگ سرم در زمان سرم درمانی قرار می‌گیرد و با کمک آن می‌توان میزان ورود مایعات محلول به بدن بیمار را تحت کنترل داشت.